# Blanka von Kastilien

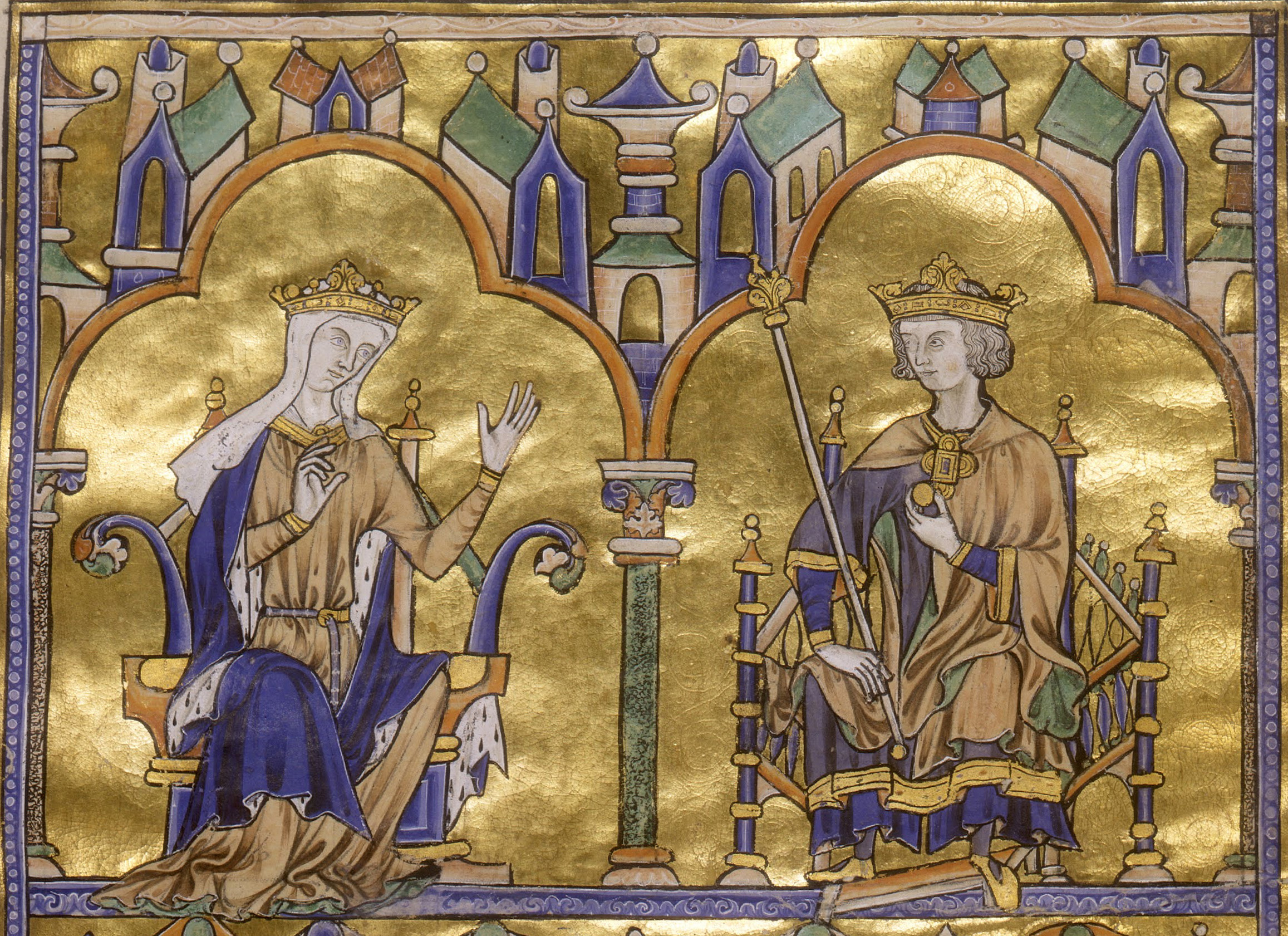
Blanka von Kastilien und ihr Sohn, Ludwig IX. (Saint Louis), in einer um 1235 gefertigten Miniatur. (New York, Pierpont Morgan Library)

Blanka von Kastilien, (spanisch: Blanca de Castilla, französisch: Blanche de Castille) (* 1188 vor dem 4. März in Palencia; † 27. November 1252 in Paris) war als Ehefrau von Ludwig VIII. dem Löwen ab 1223 die Königin von Frankreich und nach dem frühen Tod ihres Mannes 1226 als Vormund ihres noch unmündigen Sohnes Ludwig IX. des Frommen zeitweilige Regentin von Frankreich. 
Blanka gilt als einer der mächtigsten und einflussreichsten Regenten ihrer Zeit. Ihre Regentschaft zeichnete sich durch politisches Geschick und Entschlossenheit aus. Sie spielte eine entscheidende Rolle bei der Niederschlagung von Aufständen und stärkte die zentrale Macht der französischen Monarchie, zu deren Konsolidierung sie somit wesentlich beitrug. Ebenso bedeutend war ihr Einfluss auf die erfolgreiche Beendigung des Albigenserkreuzzugs und die Integration des Languedoc in die französische Krone.

## Herkunft
Blanka war die dritte Tochter von König Alfons VIII. von Kastilien und dessen Frau Eleonore Plantagenet. Väterlicherseits gehörte sie dem Haus Burgund-Ivrea an, mütterlicherseits war sie eine Enkelin des englischen Königs Heinrich II. Plantagenet und der Eleonore von Aquitanien, ihre Onkel waren die Könige Richard Löwenherz und Johann Ohneland.

## Verheiratung
Gemäß den Bestimmungen des im Frühjahr 1200 ausgehandelten Vertrags von Le Goulet zwischen Johann Ohneland und Philipp II. August sollte der französische Kronprinz Ludwig (VIII.) mit einer Nichte Johanns verheiratet werden. Damit sollte ein Frieden zwischen der französischen Krone und dem Hause Plantagenet besiegelt werden, nach fast einem Jahrzehnt des Krieges zwischen Philipp II. August und Richard Löwenherz. Die Brautwahl fiel auf die damals zwölfjährige Blanka, über deren Kindheit am kastilischen Königshof faktisch nichts näher bekannt ist. Angeblich war zuerst ihre ältere Schwester Urraca als Braut vorgesehen, allerdings hätten sich ihre Eltern dann doch für Blanka entschieden, weil sie glaubten, der Name Urracas sei für die Franzosen unaussprechlich, während aus Blanca einfach Blanche werden würde.
Von ihrer Großmutter Eleonore von Aquitanien wurde Blanka über die Pyrenäen mit Bordeaux als Zwischenhalt bis nach Fontevrault geleitet. Dort blieb die Großmutter zurück, während die Weiterreise in die Normandie von dem Erzbischof von Bordeaux übernommen wurde. Dort wurde der Vertrag am 22. Mai 1200 unterzeichnet, die Hochzeit mit dem nur wenige Monate älteren Bräutigam fand am Tag darauf, den 23. Mai, in Pont-Audemer statt. Der Ort der Hochzeit war eine Verlegenheitslösung, da die gesamte königliche Domäne Frankreichs wegen der Bigamie Philipps II. mit dem kirchlichen Interdikt belegt war. Als Mitgift hatte Blanka von ihrem Onkel die Lehnsherrschaft über Issoudun und Graçay im Berry sowie das normannische Évreux erhalten, von ihrem Gemahl erhielt sie Hesdin, Bapaume und Lens als Leibgedinge.
Die ersten Jahre am Hof von Paris waren für das junge Ehepaar von weiterer Erziehung und Ausbildung bestimmt. Zu ihren Jugendgefährten zählten der Plantagenet Arthur von Bretagne und dessen Schwester Eleonore sowie die beiden flandrischen Erbtöchter Johanna und Margarete. Weiterhin gehörte dieser Gesellschaft der um mehrere Jahre jüngere Graf Theobald IV. von Champagne (genannt „der Sänger“) an, der seine lebenslange Verehrung für Blanka in poetischen Dichtungen und Gesängen zum Ausdruck brachte.

## Kronprinzessin

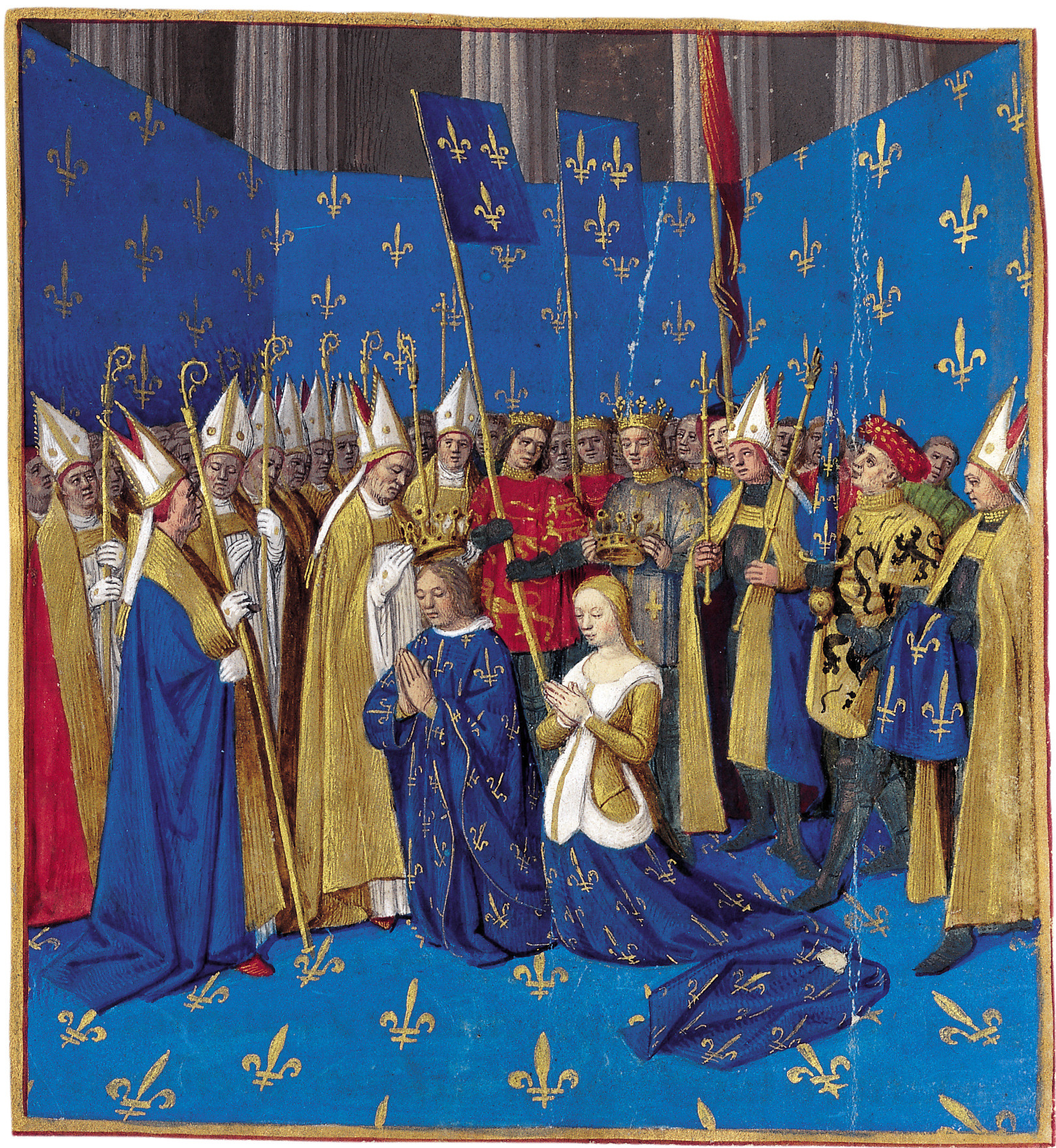
Krönung Blankas von Kastilien und Ludwigs VIII., Miniatur aus den Grandes Chroniques de France von Jean Fouquet

Der Vertrag und die Ehe hatten nicht den erhofften Frieden zwischen Philipp II. August und Johann Ohneland gebracht, nachdem letzterer unmittelbar nach den Hochzeitsfeierlichkeiten selbst heiratete. Seine Braut war Isabella von Angoulême, die allerdings schon mit einem anderen Baron verlobt worden war. Diesem Rechtsbruch folgte ein Lehnsprozess der mit einem Versäumnisurteil gegen Johann Ohneland endete, durch das ihm alle Besitzungen auf dem Festland entzogen wurden. Bis zum Jahr 1204 eroberte Philipp II. August alles Land nördlich der Loire (Normandie, Anjou, Touraine und Maine). Im September 1209 gebar Blanka ihr erstes lebendes Kind, nachdem sie zuvor schon eine Totgeburt hatte. Durch den Sohn Philipp wurde der Fortbestand der Kapetinger für eine weitere Generation gewahrt.
Im Jahr 1213 organisierte Philipp II. August die Eroberung Englands um dessen Thron für Ludwig VIII. zu gewinnen, nachdem Johann Ohneland seitens des Papstes exkommuniziert und für abgesetzt erklärt worden war. Als Rechtsgrundlage für ein Königtum Ludwigs wurde zudem das Erbrecht von Blanka herangezogen, die als Tochter der älteren Schwester Johanns dem englischen Thron am nächsten stünde. Das Unternehmen musste allerdings am 13. Mai 1213 beendet werden, als Johann sich gegenüber einem päpstlichen Legaten unterwarf, England als Lehen des heiligen Stuhls nahm und somit vom Kirchenbann befreit wurde. Im April 1214 gebar Blanka in Poissy ihren zweiten Sohn, Ludwig IX., ihr Mann siegte am 2. Juli bei Roche-aux-Moines über Johann Ohneland und am 27. Juli siegte ihr Schwiegervater in der Schlacht bei Bouvines über den mit Johann verbündeten Kaiser Otto IV.
Ihre großen politischen Fähigkeiten zeigte Blanka erstmals, als Ludwig im Jahr 1216 von den gegen Johann rebellierenden Baronen die Krone Englands angeboten bekam. Am 2. Juni 1216 zog Ludwig in London ein und eroberte anschließend große Teile Englands, nur Dover, Windsor und Lincoln leisteten ihm noch Widerstand. Blanka unterstützte ihn von Calais aus mit der Anwerbung neuer Truppen unter dem Kommando von Robert von Courtenay, die von dem Piraten Eustache le Moine über den Kanal geführt werden sollten. Die Lage änderte sich am 19. Oktober 1216 mit dem Tod Johann Ohnelands und der Erhebung seines Sohnes Heinrich III. zum König, welcher sogleich unter päpstlichen Schutz genommen wurde, mehrere Anhänger Ludwigs wechselten darauf wieder die Seite. Am 20. Mai 1217 musste er in der Schlacht bei Lincoln gegen Guillaume le Maréchal eine schwere Niederlage hinnehmen und London räumen. Blanche entsandte eine Flotte aus 80 Schiffen mit Verstärkungstruppen nach England, diese Flotte wurde allerdings am 24. August in der Seeschlacht bei Sandwich aufgerieben. Ludwig musste darauf seine Ambitionen aufgeben und vertraglich auf seine Rechte in England gegen eine hohe Entschädigungszahlung verzichten, am 28. September 1217 verließ er England für immer. Ein Jahr später starb ihr ältester Sohn Philipp, womit der zweitgeborene Ludwig in der Thronfolge aufrückte.

## Königin von Frankreich
Am 14. Juli 1223 starb König Philipp II. August und am 6. August wurden Ludwig VIII. und Blanka in der Kathedrale von Reims von Erzbischof Guillaume de Joinville gekrönt und gesalbt. Ihr gemeinsames Königtum endete mit dem frühen Tod ihres Mannes nach nur drei Jahren, in denen allerdings eine Reihe von Erfolgen gegen die Plantagenets und damit eine weitere Stärkung der Krongewalt erzielt werden konnten. Ludwig führte 1224 einen Feldzug zur Eroberung des Poitou und der Saintonge an, der am 3. Juni mit der Eroberung von La Rochelle erfolgreich beendet wurde. Noch am Tag zuvor hatten Blanka, Königin Ingeborg und Berengaria von León in Paris eine Bittprozession des Volkes von Notre Dame zur Abtei Saint-Antoine angeführt.
1226 führte Ludwig VIII. einen erfolgreichen Kreuzzug gegen die Albigenser an, der zur Unterwerfung großer Teile Südfrankreichs führte. Dabei starb der König aber am 8. November 1226 in Montpensier. Wenige Monate darauf gebar Blanka ihr letztes Kind, Karl von Anjou.

## Regentin von Frankreich
Ludwig VIII. hatte in seinem am 3. November auf dem Totenbett niedergeschriebenen Testament versäumt, klare Regelungen zur Regentschaft für seinen noch unmündigen Sohn Ludwig IX. zu treffen, was das Königtum in eine kritische Situation führte. Unmittelbar nach der Bestattung ihres Mannes am 15. November übernahm Blanka die Schutz- und Muntgewalt (Vormundschaft) über ihren Sohn, die ihr angeblich noch von ihrem Mann aufgetragen wurden, was sie durch Briefe des Erzbischofs Gautier von Sens und den Bischöfen von Chartres und Beauvais im Land bekannt gab. Anschließend organisierte sie am 29. November in Reims die Krönung und Salbung ihres Sohnes.
Es bleibt unklar, ob die schriftliche Erklärung der drei Prälaten eine Niederlegung des tatsächlich letzten Willens Ludwigs VIII. war, oder ob sich Blanka einer Zwecklüge bedient hatte, um ihre Regentschaft zu legitimieren. Dennoch blieb ihre Machtübernahme von Anfang an nicht unumstritten. Noch während der Belagerung von Avignon hatten sich mehrere mächtige Barone von dem Gefolge Ludwigs VIII. getrennt, die anschließend der Krönung Ludwigs IX. ferngeblieben waren. Dies waren vor allem Peter Mauclerc, Hugo X. von Lusignan, dessen Ehefrau Isabella von Angoulême und Theobald IV. von Champagne. Letzterer wollte zwar an der Krönung teilnehmen, doch Blanka hatte ihrem Verehrer wegen dessen vorangegangenen Treuebruchs an ihrem Mann den Zugang zu Reims verweigert. Diese drei bildeten nun den Kopf einer baroniallen Opposition gegen ihre Regentschaft, in der sie sich eine Stärkung ihrer feudalen Unabhängigkeit erhofften, die sie in den letzten Jahren zunehmend eingebüßt hatten. Unterstützt wurden sie von englischer Seite aus in der Person des Richard von Cornwall. Blanka verschaffte sich zunächst Verbündete, indem sie ihren Schwager Philipp Hurepel durch Schenkungen ruhig stellte und am 6. Februar 1227 den seit mehr als zehn Jahren gefangenen Grafen Ferrand von Flandern frei ließ, der fortan loyal zur Krone stand.
Ende Januar 1227 führte Blanka mit ihrem Sohn ein Heeresaufgebot in die Touraine, wo sie in Chinon in nächster Nähe gegenüber den Streitkräften ihrer Gegner lagerte. Bevor es zum Kampf kam, gelang es ihr im nahen Curçay die Reihen der Barone durch geschickte Verhandlungen zu entzweien. Theobald von Champagne, welcher zusammen mit Graf Heinrich II. von Bar, der Unterhändler der Barone war, machte sich durch seine persönliche Verehrung zu ihr bei seinen Mitstreitern verdächtig. Aus Furcht vor diesen wechselten er und der Graf von Bar die Seite und unterwarfen sich in Loudun gegenüber Ludwig IX. und Blanka. Dadurch wurde die Opposition erheblich geschwächt, so dass sich Mauclerc und Lusignan am 16. März 1227 in Vendôme ebenfalls gezwungen sahen, sich vertraglich zu unterwerfen. Ihr Bündnispartner Richard von Cornwall unterzeichnete seinerseits einen Waffenstillstand und zog sich nach England zurück.

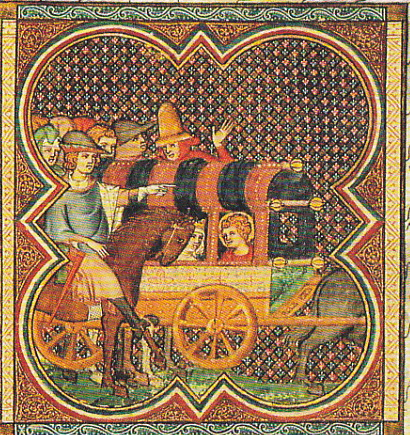
Blanka von Kastilien und ihr Sohn Ludwig IX. der Heilige unterwegs zu dessen Königsweihe in Reims. Miniatur aus den Heures de Jeanne de Navarre, 1334. Paris Bibliothèque nationale de France.

Der Kampf sollte jedoch weitergehen, nachdem Peter Mauclerc unmittelbar nach den Ereignissen in Vendôme versuchte, sich bei Corbeil der Person des Königs zu bemächtigen. Ludwig IX. konnte mit seinem kleinen Gefolge aber rechtzeitig in die starke Burg Montlhéry fliehen und seine Mutter in Paris benachrichtigen. Mit dem Aufgebot der Kommunalmiliz von Paris und einigen Rittern der Île-de-France zog Blanka gegen Montlhéry, worauf sich Mauclerc kampflos zurückzog. Allerdings weigerte er sich erneut, am 31. Dezember 1227 am königlichen Hof in Melun zu erscheinen, verstärkte seine Anhängerschaft stattdessen mit Philipp Hurepel und Enguerrand III. de Coucy. Von ihren Gegnern wurde Blanka nun vor allem mittels mündlicher als auch schriftlicher Pamphlete propagandistisch angegriffen, indem sie dem traditionellen Vorwurf des unsittlichen Lebenswandels ausgesetzt wurde. So soll sie die Mätresse des päpstlichen Legaten Romano Bonaventura wie auch des Grafen von Champagne gewesen sein, außerdem würde sie die Heirat des Königs hinauszögern, um ihn besser kontrollieren zu können. Den späteren Erzählungen des anonymen Ménestrel von Reims zufolge, habe sich Blanka eines Tages vor versammelter Hofgesellschaft entkleidet, um zu beweisen, dass sie nicht schwanger sei, um damit zugleich den vom Bischof von Beauvais gegen sie gerichteten Vorwurf, vom päpstlichen Legaten geschwängert worden zu sein, zu entkräften. Bei dieser Geschichte handelt es sich allerdings eher um einen Topos, der zumeist auf Nonnen und Äbtissinnen angewandt wurde.
Im Jahr 1228 konzentrierten sich die Kämpfe vor allem auf Graf Theobald IV. von Champagne, der nun die stärkste Stütze des Königtums war. Gemeinsam mit dem Grafen trat Ludwig IX. im Januar 1228 erstmals als Feldherr auf und erstürmte Mauclercs starke Burg Bellême, weiterhin wurde Philipp Hurepel vom Grafen von Flandern in Schach gehalten. Die Waagschale neigte sich nun zu Blankas Gunsten als im Oktober 1229 Mauclerc gegenüber König Heinrich III. von England für die Bretagne huldigte, damit Felonie beging, und ihn dazu eingeladen hatte mit einem Heer in Frankreich zu landen. Dies aber brachte seine bisher engsten Anhänger gegen ihn auf, Hugo X. von Lusignan wechselte deshalb im Januar 1230 auf die Seite von Blanka über und eroberte zusammen mit dem König das bretonische Clisson. Nach weiteren Eroberungen in der Bretagne zog sich der englische König im Oktober 1230 kampflos nach England zurück, Peter Mauclerc und Enguerrand de Coucy gaben ihrerseits den Kampf Anfang 1231 endgültig auf.

## Ende des Albigenserkreuzzuges
Parallel zu ihrem Kampf gegen die Barone konnte Blanka für die französische Monarchie einen großen diplomatischen Erfolg verbuchen, indem sie den 1226 von ihrem Mann begonnenen Kreuzzug gegen die Albigenser zu einem vertraglichen Ende führte. Der gefährlichste Gegner der Krone im Süden, Graf Raimund VII. von Toulouse, der zugleich Blankas Vetter war, sah sich nach der jahrelangen Verwüstung seines Landes durch die nordfranzösischen Kreuzritter gezwungen den Kampf aufzugeben, der fast 20 Jahre lang den Alltag des Südens prägte. Mit der Vermittlung des päpstlichen Legaten Romano Bonaventura signalisierte er gegenüber Blanka seine Verhandlungsbereitschaft. Die Friedensgespräche begangen in Sens, wurden dann aber nach Meaux verlegt, wo Graf Theobald IV. von Champagne als Schiedsrichter zwischen den Parteien fungieren konnte. Am 11. April 1229 wurde der allgemeine Frieden in Meaux beschworen. Der Graf von Toulouse konnte den größten Teil seiner Besitzungen als Vasall des französischen Königs behalten, musste allerdings das nördliche Albigeois mit der Stadt Albi, sowie sieben wichtige Burgen an die Krone aushändigen. Weiterhin verpflichtete er sich die Bekämpfung der Katharer zu unterstützen und eine Universität in Toulouse zu gründen. Vor allem aber musste der Graf seine Erbtochter mit Blankas jüngerem Sohn Alfons von Poitiers verloben, womit der Erbgang des größten Feudalterritoriums im Süden Frankreichs an die Krone eingeleitet wurde.
Graf Raimund VII. versöhnte sich am 13. April 1229 in Paris mit einem Bußgang in Notre Dame offiziell mit der Kirche und leistete den ligischen Lehnseid auf die Krone. Obwohl er auch in Zukunft noch ein Unruhefaktor blieb, bedeutete der Vertrag von Meaux-Paris nicht nur das Ende des Albigenserkreuzzuges, sondern auch die Unterwerfung des Südens (Languedoc), der seit dem Ende der Karolinger dreihundert Jahre zuvor faktisch unabhängig war, unter die französische Krongewalt.

## Regierung Ludwigs IX.
Nach dem Sieg über die Barone entließ Blanka in den folgenden Jahren die Regierungsgewalt in die Hand ihres Sohnes, bereits im Jahr 1230 erließ dieser Kraft eigener Souveränität seine erste Ordonnanz. In ihr bestätigte Ludwig den Studenten von Paris ihre in den vorangegangenen Jahren erlangten Privilegien und leitete damit das Ende eines Studentenstreiks ein, der Paris seit 1229 in Unruhe versetzt hatte und in dem Blanka aufgrund ihrer harten Haltung gegenüber den Studenten nicht erfolgreich gewirkt hatte. Spätestens nach seiner Heirat mit Margarete von der Provence am 27. Mai 1234 erlangte Ludwig die volle Mündigkeit und übernahm die Alleinherrschaft, dennoch blieb Blanka auch weiterhin einer der wichtigsten Ratgeber ihres Sohnes. Zu ihrer Schwiegertochter soll Blanka nach den Worten Joinvilles ein eher gespanntes Verhältnis gepflegt haben.
Auf Bitten ihres im Jahr 1233 rebellisch gewordenen Vetters, Raimund VII. von Toulouse, legte sie erfolgreich Fürsprache bei ihrem Sohn ein. 1235 unterstützte sie ihren Sohn bei der Gründung der Abtei Royaumont, sie selbst nahm am 26. Juni 1244 die Weihe der Zisterzienserabtei Maubuisson vor. Am 30. November 1245 nahm Blanka am Treffen ihres Sohnes mit Papst Innozenz IV. in der Abtei Cluny teil.

## Zweite Regentschaft
Dem Kreuzzugsgelübde ihres Sohnes aus dem Jahr 1244 stand Blanka ablehnend gegenüber. Den Bischof von Paris, Wilhelm von Auvergne, versuchte sie vergeblich dazu zu drängen, das Gelübde für ungültig erklären zu lassen, da Ludwig IX. es während einer Krankheit und nicht im vollen Besitz seiner geistigen Fähigkeit abgelegt hatte. Dieser bekräftigte seinen Eid und Willen jedoch ein zweites Mal, nachdem seine Krankheit überwunden war. So übernahm Blanka erneut die Regentschaft in Frankreich als Ludwig am 12. Juni 1248 aus Paris mit seinem Kreuzritterheer abzog. Nicht nur ihr ältester Sohn, sondern auch die drei jüngeren, Robert von Artois, Alfons von Poitiers und Karl von Anjou zogen mit. Die Abreise von Alfons verzögerte sich um mehrere Monate, wegen des bald auslaufenden Waffenstillstandes mit England und aufgrund der Säumigkeit seines Schwiegervaters, Raimund VII. von Toulouse. Mit dem englischen Unterhändler, Simon de Montfort, handelte Blanka am 27. Dezember 1248 eine Verlängerung des Waffenstillstandes bis zum Ende des Kreuzzuges aus und nachdem der Graf von Toulouse 1249 gestorben war, übernahm sie die Inbesitznahme seiner Ländereien für ihren Sohn, da Alfons seinen Kreuzzug nicht länger aufschieben wollte.
Am 8. Februar 1250 fiel Robert von Artois in der Schlacht von al-Mansura und ihre drei überlebenden Söhne fielen wenig später in die Gefangenschaft der Mamluken. Obwohl sie nur einen Monat später aus der Gefangenschaft entlassen wurden, war der Kreuzzug damit katastrophal gescheitert, dennoch beabsichtigte Ludwig im heiligen Land zu bleiben, um dort die Verhältnisse der christlichen Staaten zu ordnen. Auf die Nachricht seiner Niederlage brach allerdings 1251 in Frankreich der so genannte Hirtenkreuzzug der (Pastorellen/Pastoureaux) aus, der sich schnell zu einem regelrechten Aufstand gegen die herrschenden Verhältnisse im Land ausweitete. Angeführt von einem gewissen „Meister aus Ungarn“, der angeblich schon den Kinderkreuzzug in Deutschland ausgelöst haben soll, gaben die Pastorellen-Banden vor, ihrem König im heiligen Land zu Hilfe kommen zu wollen, richteten dann aber ihre Gewalt gegen Kircheneinrichtungen und gegen jüdische Gemeinden. Die Banden wurden schließlich von königlichen Sergeanten gewaltsam vertrieben und aufgelöst.
Im Jahr 1250 war auch Kaiser Friedrich II. gestorben und gegen dessen Sohn, König Konrad IV., predigte der Papst den Kreuzzug. Blanka unterband die Teilnahme der französischen Ritterschaft an diesem gegen einen christlichen Herrscher gerichteten Kreuzzug mit der Drohung auf Entzug allen Besitzes. Um dieselbe Zeit waren ihre Söhne Alfons und Karl nach Frankreich zurückgekehrt, denen sie schrittweise die Regierung überließ. Im flämischen Erbfolgekrieg unterstützte sie das Haus Dampierre und nahm im Februar 1252 den Lehnseid des Grafen Guido von Flandern entgegen.

## Tod
Im November 1252 erkrankte Blanka in Melun schwer. Sie wurde nach Paris gebracht, wo sie noch einige Tage lebte, aber am 27. November starb. Sie wurde in dem von ihr gegründeten Zisterzienserkloster Maubuisson beerdigt.
Blanka von Kastilien gehört zu den herausragenden Frauengestalten in der mittelalterlichen Geschichte Frankreichs. Als faktisch erste weibliche Regentin des Landes und Mutter eines Heiligen wurde ihr eine nachhaltige Verehrung zu teil, wenngleich sie zu Lebzeiten nicht immer unumstritten war. In seiner Vita zu Ludwig IX. fügte Geoffroy de Beaulieu eine Lobrede auf Blanka ein, in der er sie als „Mutter des Josia“ würdigte. Matthäus Paris beschrieb sie als eine neue Semiramis: „Weib von Geschlecht, aber männlich im Charakter,…, ein Segen für das Jahrhundert“. Bei der Kanonisierung ihres Sohnes 1297 wurde Blanka von Papst Bonifatius VIII. als „die starke Frau des Evangeliums“ gepriesen. Von ihren Feinden wurde sie mit der „Dame Hersent“, einer Wölfin aus dem Roman de Renart, verglichen.

## Nachkommen
- Philipp (* 9. September 1209, † 1218 vor Juli)
- Zwillinge (* 26. Januar 1213; † starben jung)
- Ludwig IX. der Heilige (Saint Louis) (* 25. April 1214, † 25. August 1270), Nachfolger als König von Frankreich
- Robert von Artois (* September 1216, † gefallen am 8. Februar 1250 in Al-Mansura), seit 1237 Graf von Artois, Stammvater des Hauses Artois
- Johann (* unbekannt, † 1232)
- Alfons von Poitiers (* 11. November 1220, † 21. August 1271), seit 1241 Graf von Poitou und seit 1249 Toulouse
- Philipp Dagobert (* 20/21. Februar 1222, † 1232)
- Isabella die Heilige (* 3. März/14. April 1224, † 23. Februar 1270), Gründerin der Klarissenabtei von Longchamp
- Stephan (* nach Juni 1225, † unbekannt), vielleicht identisch mit Karl
- Karl von Anjou (* unbekannt, vielleicht postum 1227, † 7. Januar 1285), seit 1246 Graf von Anjou und seit 1266 König von Sizilien-Neapel, Stammvater des älteren Hauses Anjou